# Piena occupazione
La piena occupazione in economia indica la condizione in cui tutti coloro che desiderano un lavoro hanno accesso a tutte le ore di lavoro di cui hanno bisogno con "salari equi". Dato che le persone cambiano lavoro, la piena occupazione significa un tasso di disoccupazione stabile intorno all'1,2% della forza lavoro totale, ma non consente una sottoccupazione, dove i lavoratori a tempo parziale non riescono a trovare le ore di lavoro di cui hanno bisogno per vivere dignitosamente.
Nella macroeconomia, la piena occupazione è a volte definita come il livello di occupazione al quale non c'è disoccupazione ciclica o con domanda carente.